# Powierzchnia freatyczna
Powierzchnia freatyczna (ang. phreatic surface; z gr. phrear atos, dosłownie: stół wodny) – powierzchnia ciągła w ośrodku porowatym oddzielająca obszar przestrzeni porowej wypełnionej cieczą (w szczególności wodą) od pozostałego, pustego obszaru przestrzeni porowej, w rzeczywistości wypełnionego powietrzem. Pojęcie powierzchni freatycznej niecałkowicie pokrywa się z pojęciem swobodnego lustra wody.

## Koncepcja
W hydrodynamice podziemnej przyjmuje się, że ciśnienie na powierzchni freatycznej równe jest zeru {\displaystyle P=0.} W takim ujęciu zakłada się, że wszelkie zjawiska kapilarne zachodzą powyżej powierzchni freatycznej. Istnienie tych zjawisk jest zazwyczaj pomijane, ponieważ prowadziłyby one do ‘rozmycia’ pojęcia powierzchni freatycznej. To samo dotyczy faktu istnienia wilgotności w przestrzeni porowej powyżej powierzchni freatycznej.

## Własności
W większości sytuacji kaształt powierzchni fratycznej nie jest znany a priori i zachodzi konieczność jego wyznaczenia korzystając z równań hydrodynamiki podziemnej. Podstawowym równaniem w tej materii jest oparte na przybliżeniu Dupuita nieliniowe równanie Boussinesqa opisujace kształt powierzchni freatrycznej oraz jego zmiany w przestrzeni i w czasie w zależności od warunków hydrodynamicznych. W równaniu Boussineqa podstawową zmienną zależną jest wysokość powierzchni freatycznej ponad umowną płaszczyzną poziomą {\displaystyle H} traktowana jako funkcja położenia (na płaszczyźnie) oraz czasu {\displaystyle H(x,y,t).} Ruch płynu opisuje się wówczas jako zmianę kształtu powierzchni freatycznej w czasie.
Opisując przepływ cieczy w postaci ruchu powierzchni freatycznej nie uwzględnia się przepływu powietrza znajdującego się w ‘pustym’ obszarze przestrzeni porowej. W przeciwnym przypadku opis ruchu płynów prowadziłby do zagadnień z ruchomymi warunkami brzegowymi, które przeważnie są źle postawione w sensie Hadamarda. Dlatego też koncepcja powierzchni freatycznej nie jest na ogół stosowana do opisu dwu- i wielofazowych przepływów w ośrodkach porowatych, gdzie równoczesny przepływ dwóch lub więcej faz (np. cieczy i gazu) musi być uwzględniony. W tym ostatnim przypadku stosuje się koncepcję ciągłego przejścia międzyfazowego wyrażanego przy pomocy zmian nasyceń.

## Literatura
- Bear J.: Dynamics of Fluids in Porous Materials, American Elsevier, New York 1972.